# Rossville (Georgia)
Rossville – miasto w Stanach Zjednoczonych, w stanie Georgia, w hrabstwie Walker.

## Zanane osoby
Urodziła się tutaj Ashley Harkleroad, amerykańska tenisistka.